# Stelios Kuloglu
Stelios Kuloglu, gr. Στέλιος Κούλογλου (ur. 27 lutego 1953 w Atenach) – grecki dziennikarz, scenarzysta i polityk, poseł do Parlamentu Europejskiego VIII i IX kadencji.

## Życiorys
Ukończył studia na Uniwersytecie Narodowym im. Kapodistriasa w Atenach. Kształcił się następnie w zakresie dziennikarstwa we Francji, Japonii i Indiach. Był korespondentem w Paryżu i w Moskwie, a także reporterem wojennym w czasie wojen w Jugosławii. Od połowy lat 90. realizował program reporterski dla ERT. Opublikował kilka pozycji książkowych. Zajmował się również pisaniem scenariuszy do filmów dokumentalnych. W 2008 założył internetowy portal informacyjny TVXS.gr.
W wyborach w 2014 bez powodzenia kandydował z listy Syrizy. Mandat europosła objął jednak 27 stycznia 2015 w miejsce powołanego w skład rządu Jeorjosa Katrungalosa. Dołączył do frakcji Zjednoczonej Lewicy Europejskiej – Nordyckiej Zielonej Lewicy. W 2019 został wybrany na kolejną kadencję Europarlamentu. W 2023 zrezygnował z członkostwa w Syrizie.